# Leptoten
Leptoten (z gr. leptos - delikatny, cienki) - pierwszy etap profazy I mejozy, poprzedzający zygoten.
Podczas leptotenu następuje:
- pojawienie się chromosomów w postaci cienkich, względnie gładkich i wyciągniętych nici, gdyż chromatydy siostrzane ściśle przylegają do siebie i nie oddzielają się w miarę skracania się chromosomów w tej fazie. Czynnikiem utrzymującym chromatydy siostrzane blisko siebie mogą być niezreplikowane fragmenty DNA, w których cząsteczki DNA z dwóch chromatyd rozgałęziają się z pojedynczej niezreplikowanej helisy (zyg-DNA). Z tego powodu leptoten nazywany jest stadium cienkich nici. Chromosomy w tym stadium nie mają obszarów silnie zespiralizowanych ani pętli bocznych (oprócz bardzo dużych chromosomów u amfiumów).
- chromatyna w ramionach chromosomów jest upakowana w serie sferycznych mas, oddzielonych od siebie obszarami nieskondensowanymi, zwanymi chromomerami, które nadają ramionom wygląd „sznurka koralików”.
- telomery są przyłączone do otoczki jądrowej. Ramiona chromosomów wystają w postaci pętli od miejsc połączeń na otoczce jądrowej do nukleoplazmy.
- pojawienie się zaczątków elementów bocznych kompleksu synaptemalnego, który tworzy się w zygotenie. Stanowi to początek kondensacji chromosomów.